# Octave Garnier

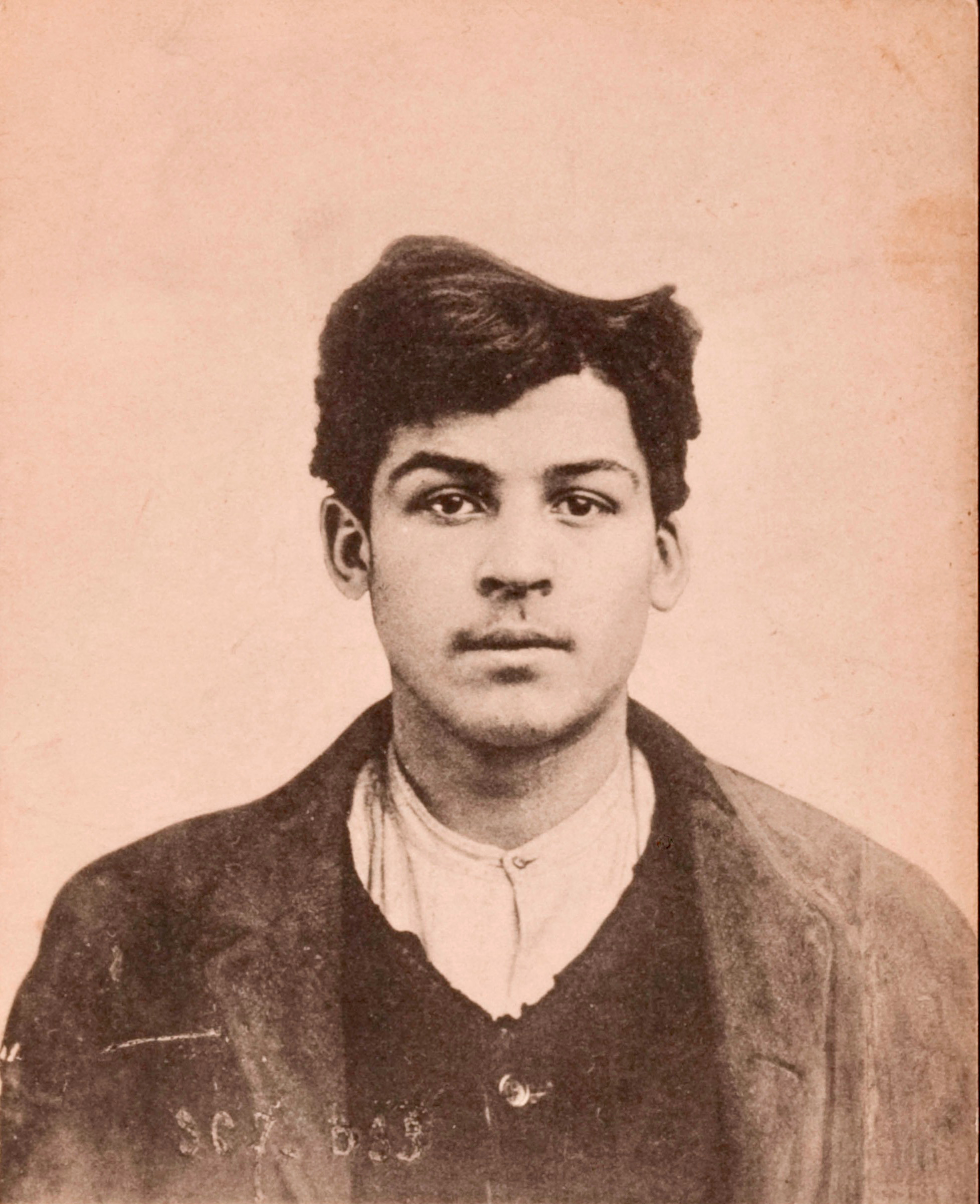
Octave Garnier

Octave Albert Garnier, pseud. Le Terrassier (ur. 25 grudnia 1889 w Fontainebleau, zm. 15 maja 1912 w Nogent-sur-Marne) – francuski anarchista, jeden z twórców grupy illegalistycznej nazwanej później gangiem Bonnota.

## Życiorys

### Wczesna działalność
Ze względu na trudną sytuację materialną rodziny musiał już jako dziecko podjąć pracę zarobkową w piekarni i rzeźni. Jako trzynastolatek był po raz pierwszy notowany za kradzież, przed ukończeniem siedemnastego roku życia kilkakrotnie odbywał krótkie wyroki więzienia. Jak sam twierdził, kolejne aresztowania wzmagały w nim poczucie niesprawiedliwości społecznej i skłaniały do dalszego łamania prawa.
Przez krótki czas działał w ruchu związkowym, jednak ta forma aktywności politycznej szybko go rozczarowała. Pragnąć bardziej radykalnych działań, związał się ze środowiskiem anarchoindywidualistów, gdzie poznał swoją partnerkę życiową Marie Vuillemin. W 1910 uciekł do Belgii, by uniknąć poboru do wojska, i działał tam w grupie anarchistów illegalistów, uczestnicząc w kilku napadach oraz fałszerstwach. W kwietniu 1911 wrócił do Francji razem z Vuillemin.

### Gang Bonnota
Pozostawał związany z redakcją pisma Victora Serge'a Anarchia, gdzie w listopadzie 1911 poznał Jules'a Bonnota i Raymonda Callemina. Początkowo razem z nimi i kilkoma innymi sympatykami anarchizmu żył w Romainville w komunie, którą opuścił po kilku miesiącach razem z Vuillemin. Na nowo podjął pracę jako robotnik fizyczny, uczestniczył w kilku strajkach. Równolegle zainteresował się illegalizmem i pod koniec roku razem z Bonnotem i Calleminem stanął na czele grupy anarchistów prowadzących działalność przestępczą.
21 grudnia 1911 wziął udział w pierwszym napadzie gangu na bank Société générale w Paryżu. Uczestniczył następnie w kilku kolejnych kradzieżach automobili, 27 lutego 1912 zabił policjanta, który zatrzymał grupę członków gangu pod zarzutem przekroczenia prędkości. W marcu w liście adresowanym do redakcji dziennika Le Matin Garnier wyśmiewał dotychczasowe środki zaangażowanie w walkę z grupą, jak również przedstawiał jej cel działania, jakim miała być walka ze społeczeństwem burżuazyjnym. Deklarował, że zdaje sobie sprawę z nieuniknionej klęski gangu i z własnej śmierci. Obiecywał jednak walkę do końca.
14 maja 1912 razem z innym członkiem gangu René Valetem został otoczony przez oddział 250 policjantów oraz 400 żuawów w domu w Nogent pod Paryżem. Doszło do strzelaniny, Garnier ponadto demonstracyjnie spalił 10 tys. franków z ostatniego napadu, jakie znajdowały się w domu. Widząc desperacki opór otoczonych, oblegający wysadzili w powietrze budynek, w jakim się znajdowali. Według różnych świadectw Garnier zginął w eksplozji lub też, straciwszy przytomność wskutek wybuchu, został dobity wystrzałem z pistoletu.
Został pochowany w nieoznaczonym grobie.